# Oleg Riakhovski
Oleg Riakhovski (rus: Олег Ряховский)  (Taixkent, 19 d'octubre de 1933 - 16 de desembre de 2023) va ser un atleta uzbek especialista en triple salt que va competir sota bandera de la Unió Soviètica durant les dècades del 1950 i 1960
En el seu palmarès destaca una medalla de plata, rere el polonès Józef Schmidt, en la prova del triple salt del Campionat d'Europa d'atletisme de 1958; dos campionats soviètics, el 1957 i 1958, una medalla d'or i una de plata a les Universíades de 1959 i 1961 i una d'or al Festival Mundial de la Joventut i els Estudiants de 1959. El juliol de 1958 millorà en tres centímetres el rècord del món que posseïa Adhemar Ferreira da Silva.

## Millor marca
- Triple salt. 16,59 metres (1958)[5]